# 리타니강

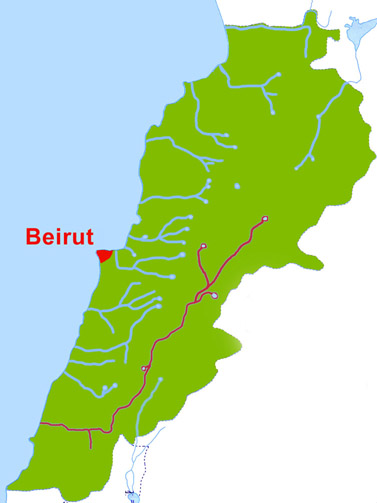
리타니강

리타니강(아랍어: نهر الليطاني, Nahr al-Līţānī)은 레바논의 강으로, 길이는 140 km이며 레바논에서 가장 긴 강이다. 베카 계곡에서 발원하여 티레 북부 지역을 거쳐 지중해로 흐른다. 레바논 남부 지방과 베카 계곡에서 가장 중요한 수자원 역할을 담당한다.